# Eostentatrix
Genre
Eostentatrix est un genre fossile d'araignées aranéomorphes de la famille des Clubionidae.

## Distribution
Les espèces de ce genre ont été découvertes dans la formation Florissant au Colorado aux États-Unis. Elles datent du Paléogène.

## Liste des espèces
Selon The World Spider Catalog 17.0 :
- †Eostentatrix cockerelli Petrunkevitch, 1922
- †Eostentatrix ostentata (Scudder, 1890)

## Publication originale
- (en) Petrunkevitch, 1922 : Tertiary spiders and opilionids of North America. Transactions of the Connecticut Academy of Arts and Sciences, vol. 25, p. 211–279.